# Адамс, Альма
Альма Шили Адамс (род. 27 мая 1946 года) — американский политик, член Палаты представителей от штата Северная Каролина. С ноября 2014 года она представляет штат Северная Каролина в Палате представителей США.

## Биография
Альма Адамс родилась 27 мая 1946 года в Хай-Пойнте, Штат Северная Каролина.
В 1964 году Альма Адамс окончила среднюю школу Вест-Сайд в Ньюарке, штат Нью-Джерси. Она окончила Сельскохозяйственный и Технический государственный университет Северной Каролины в Гринсборо в 1972 году. Затем она продолжила учебу в Университете штата Огайо в Колумбусе до 1981 года.
Преподавала в колледже Беннетта в Гринсборо с 1972 по 2012 год. Вступила в Демократическую партию. С 1984 по 1986 год она была членом Совета по образованию Гринсборо; С 1987 по 1994 год заседала в местном городском совете. Была членом Палаты представителей Северной Каролины с 1994 по 2014 год.
На выборах в Конгресс 2014 года Адамс была избрана в Палату представителей США, в двенадцатом округе Северной Каролины, где она сменила Мела Уотта, который ушел в отставку 6 января 2014 года, так как он был главой Федерального агентства жилищного финансирования.
Она выиграла все последующие выборы в период с 2016 по 2020 год. Её нынешний срок в Палате представителей 117-го Конгресса продлится до 3 января 2023 года.